# Trollius ranunculoides
Trollius ranunculoides là một loài thực vật có hoa trong họ Mao lương. Loài này được Hemsl. miêu tả khoa học đầu tiên năm 1892.